# Горна-Кабда
Горна-Кабда (болг. Горна Кабда) — село в Болгарии. Находится в Тырговиштской области, входит в общину Тырговиште. Население составляет 46 человек (2022).

## Политическая ситуация
В местном кметстве Горна-Кабда, в состав которого входит Горна-Кабда, должность кмета (старосты) исполняет Шабан Шефкед Кадир (Движение за права и свободы (ДПС)) по результатам выборов 2007 года.
Кмет (мэр) общины Тырговиште — Красимир Митев Мирев (инициативный комитет) по результатам выборов.

## Галерея

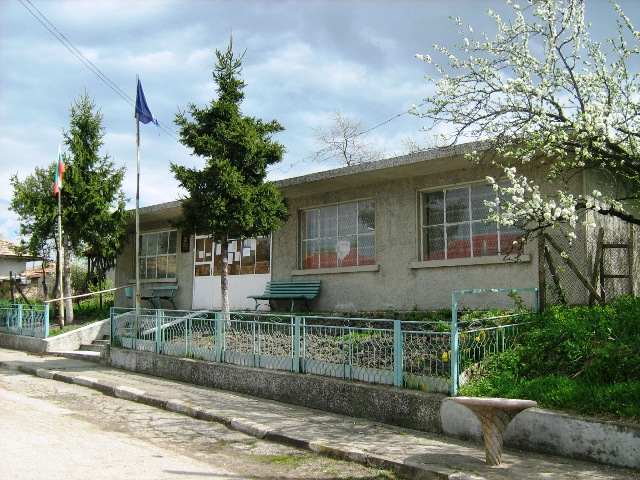
Кметство
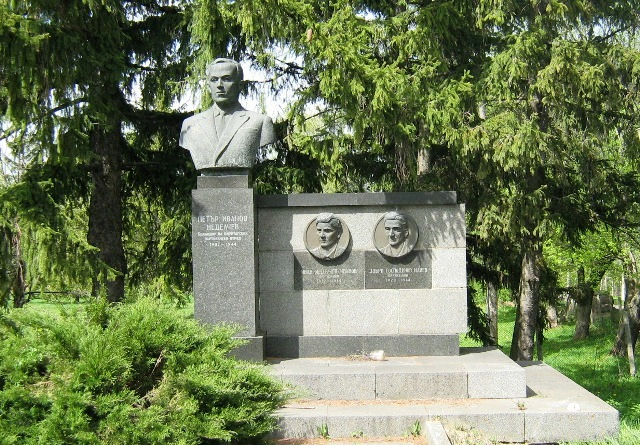
Памятник партизанам погибшим в 1944 году